# التل العاصف
رياح التلة (بالإنجليزية: The Windy Hill) هي رواية للأطفال من تأليف كورنيليا ميجز، ومن رسم بيرتا وإلمر هادر. تدور أحداثها حول أخ وأخت يبحثان على تاريخ عائلتهما في نيو إنجلاند من خلال سلسلة من الحكايات التي يرويها رجل النحل. نُشرت الرواية لأول مرة في عام 1921 وحصلت على جائزة نيوبيري الشرفية في عام 1922.
تتوفر نسخة عامة على الإنترنت من الراوية على موقع سلبريشن ويمن رايترز.